# Festival Internacional de Cine de Venecia de 1967
La 28ª Mostra de Venecia se celebró del 26 de agosto al 8 de septiembre de 1967.

## Jurado
Internacional
- Alberto Moravia (Italia) (Presidente)[2]
- Carlos Fuentes (México)
- Juan Goytisolo (España)
- Erwin Leiser (RFA)
- Violette Morin (Francia)
- Susan Sontag (EE. UU.)
- Rostislav Yurenev (URSS)

Mostra del Film per Ragazzi
- Giuseppe Flores D'Arcais (Presidente)
- E. Hambrouck (Bélgica)
- Ota Hofman (Checoslovaquia)
- Nicolas Pillat (Francia)
- Basilio Martín Patiño (España)

Mostra del Film Documentario
- Thorold Dickinson (Presidente)
- Ernesto G. Laura (Italia)
- Johan Hultman (Suiza)
- Cristo Mutafoff (Bulgaria)
- Vjeko Dobrincic (Jugoslavia)

## Películas

### Sección oficial
Las películas siguientes se presentaron en la sección oficial:
| Título en español            | Título original      | Director(es)                 | País           |
| ---------------------------- | -------------------- | ---------------------------- | -------------- |
| Belle de jour                | Belle de jour        | Luis Buñuel                  | Francia        |
| Dutchman                     | Dutchman             | Anthony Harvey               | Reino Unido    |
| Edipo, el hijo de la fortuna | Edipo re             | Pier Paolo Pasolini          | Italia         |
| El padre de familia          | Il padre di famiglia | Nanni Loy                    | Italia         |
| I sovversivi                 | I sovversivi         | Hermanos Taviani             | Italia         |
| El alba                      | Jutro                | Mladomir 'Purisa' Djordjevic | Yugoslavia     |
| La Chinoise                  | La Chinoise          | Jean-Luc Godard              | Francia        |
| China está cerca             | La Cina è vicina     | Marco Bellocchio             | Italia         |
| El extranjero                | Lo straniero         | Luchino Visconti             | Italia         |
| Mahlzeiten                   | Mahlzeiten           | Edgar Reitz                  | RFA            |
| The Nun's Night              | Noc nevesty          | Karel Kachyna                | Checoslovaquia |
| Thanos y Despina             | Oi voskoi            | Nikos Papatakis              | Grecia         |
| El salto                     | O Salto              | Christian de Chalonge        | Francia        |
| A las nueve cada noche       | Our Mother's House   | Jack Clayton                 | Reino Unido    |
| Late Season                  | Utószezon            | Zoltán Fábri                 | Hungría        |

Fuera de concurso
| Título en español             | Título original              | Director(es)                     | País        |
| ----------------------------- | ---------------------------- | -------------------------------- | ----------- |
| Con el corazón en la garganta | Col cuore in gola            | Tinto Brass                      | Italia      |
| Desert People                 | Desert People                | Ian Dunlop                       | Reino Unido |
| Egy szerelem három éjszakája  | Egy szerelem három éjszakája | György Révész                    | Hungría     |
| Festival                      | Festival                     | Murray Lerner                    | EE. UU.     |
| Jaguar                        | Jaguar                       | Jean Rouch                       | Francia     |
| Le mur                        | Le mur                       | Serge Roullet                    | Francia     |
| Mexico-Mexico                 | Mexico-Mexico                | François Reichenbach             | RFA         |
| Mouchette                     | Mouchette                    | Robert Bresson                   | Francia     |
| Otklonenie                    | Otklonenie                   | Grisha Ostrovski, Todor Stoyanov | Bulgaria    |
| Trace of a Girl               | Spur eines Mädchens          | Gustav Ehmck                     | RFA         |
| Tattoo                        | Tätowierung                  | Johannes Schaaf                  | RFA         |

### 18. Mostra Internazionale del Film Documentario[5]
Documental
| Título original                         | Director(es)             | País        |
| --------------------------------------- | ------------------------ | ----------- |
| Luis Buñuel: Un cinéaste de notre temps | Robert Valey             | Francia     |
| La laguna                               | Carlo Alberto Ancillotto | Italia      |
| Mario Gruber                            | Rubem Biafora            | Brasil      |
| Musentempel                             | Michael Fackelmann       | RFA         |
| Na Granici Zivota                       | Branko Vukotic           | Yugoslavia  |
| Okasan                                  | Toshio Matsumoto         | Japón       |
| Rouli-roulant                           | Claude Jutra             | Canadá      |
| Schizophrenia, the shattered mirror     | -                        | EE. UU.     |
| T he opium trail                        | Adrian Cowell            | Reino Unido |

Experimental
| Título original   | Director(es)                  | País       |
| ----------------- | ----------------------------- | ---------- |
| Anabelin san      | Dejan Djurkovic               | RFA        |
| La Tana           | Luigi Di Gianni               | Italia     |
| Noturno           | Alfredo Sternheim             | Brasil     |
| Put               | Nikola Rajic                  | Yugoslavia |
| Smphonie en blanc | Erwin Szekler, Tiberius Olasz | Rumanía    |
| The room          | Yoji Kuri                     | Japón      |

Narrativa
| Título original             | Director(es)                             | País     |
| --------------------------- | ---------------------------------------- | -------- |
| Ako ne ide vlak             | Eduard Sachariev                         | Bulgaria |
| Decibel                     | Guido Guerrasio                          | Italia   |
| El Cordobés                 | Jacqueline Lefèvre, François Reichenbach | Francia  |
| Il guidice                  | Luigi Bazzoni                            | Italia   |
| Kino                        | Marian Marzynski                         | Polonia  |
| Ot edno do osem             | Hristo Kovachev                          | Bulgaria |
| Smierc prowincjala          | Krzysztof Zanussi                        | Polonia  |
| The game                    | Roberta Hodes                            | EE. UU.  |
| This Is No Time for Romance | Fernand Dansereau                        | Canadá   |

Animación
| Título original | Director(es)                   | País           |
| --------------- | ------------------------------ | -------------- |
| Et cetera       | Jan Svankmajer                 | Checoslovaquia |
| Terun           | Guido Gomas, Manfredo Manfredi | Italia         |

Teledocumentales
| Título original             | Director(es)     | País        |
| --------------------------- | ---------------- | ----------- |
| Famine                      | Jack Gold        | Reino Unido |
| Le regard Picasso           | Nelly Kaplan     | Francia     |
| Mafia noi                   | John Irvin       | Reino Unido |
| The Discovery of Television | John Lloyd       | Reino Unido |
| The Things I Cannot Change  | Tanya Ballantyne | Canadá      |

### 19. Mostra Internacional de Cine para niños[6]
| Título original                    | Director(es)                   | País           |
| ---------------------------------- | ------------------------------ | -------------- |
| Father Dear Father                 | William G. Stewart             | Reino Unido    |
| Javier y los invasores del espacio | Guillermo Ziener               | España         |
| L'âge heureux                      | Philippe Agostini              | Francia        |
| Jack y la bruja                    | Taiji Yabushita                | Japón          |
| Le boxeur                          | Julian Dziedzina               | Polonia        |
| Dak Ghar                           | Zul Vellani                    | Italia         |
| Dedecek, Kylián a já               | Jirí Hanibal                   | Checoslovaquia |
| Min bedstefar er en stok           | Astrid Henning-Jensen          | Dinamarca      |
| The River Boy                      | Noel Black                     | EE. UU.        |
| Toppo Jîjo no botan sensô          | Kon Ichikawa                   | Japón          |
| Tri tolstyaka                      | Aleksey Batalov, Iosif Shapiro | URSS           |
| Janguru taitei Reo                 | Osamu Tezuka                   | Japón          |
| Koliensko                          | Dimitri Plichta                | Checoslovaquia |
| Psi nebe                           | Hermína Týrlová                | Checoslovaquia |
| Shades of Puffing Billy            | Antonio Colacino               | Australia      |
| The Bear and the Mouse             | F.W. Remmler, Ingmar Remmler   | Australia      |
| Countdown to Danger                | Peter Seabourne                | RFA            |
| Naica si veverita                  | Elisabeta Bostan               | RDA            |

## Retrospectivas
En esta edición, se centró en un espacio dedicado al animador Walt Disney, otro a los orígenes del western y una tercera al movimiento expresionista alemán centrado en la figura de Carl Mayer.

## Premios[8]
- León de Oro: Belle de jour de  Luis Buñuel
- Premio especial del jurado: 
  - China está cerca de Marco Bellocchio
  - La Chinoise de Jean-Luc Godard
- Copa Volpi al mejor actor: Ljubisa Samardzic por El alba
- Copa Volpi a la mejor actriz: Shirley Knight por Dutchman
- Mejor ópera prima: Mahlzeiten de Edgar Reitz
- Mejor cortometraje: Ot edno do osem de  Hristo Kovachev
- Premio San Jorge: 
  - Festival de Murray Lerner
  - Late Season de Zoltán Fábri
- Premio FIPRESCI: 
  - China está cerca de Marco Bellocchio
  - Rebelión de Masaki Kobayashi
- Premio OCIC: El salto de Christian de Chalonge
- Premio Pasinetti: Belle de jour de  Luis Buñuel
- Secciones paralelas: Mouchette de  Robert Bresson
- Golden rudder: El padre de familia de  Nanni Loy